# Ernst Immanuel Bekker
Ernst Immanuel Bekker (16. august 1827 i Berlin - 29. juni 1916) var en tysk jurist, søn af August Immanuel Bekker.
Bekker blev Dr. jur. i sin fødeby 1849, derefter officer, 1853 privatdocent, 1854 ekstraordinær professor i Halle a. S., 1857 ordentlig professor i Greifswald, 1874-1908 i Heidelberg, hvor han 1886 var prorektor ved universitetets 500-årige jubilæum. Bekker, der var elev af Vangerow og Savigny, tilhørte den historiske skole i retsvidenskaben og stod fjendtlig overfor alle naturretlige doktriner; hans mangesidige og betydningsfulde forfattervirksomhed er præget af overlegen kritisk sans, filologisk skoling og selvstændig, åndfuld tænkning. Foruden mindre arbejder over Plautus udgav Bekker blandt andet Die processualische Consumption im classischen römischen Recht (1853), Theorie des heutigen Deutschen Strafrechts I (1859), hvor han søger straffens retsgrund i den guddommelige befaling, Die Aktionen des römischen Privatrechts I-II (1877), Das Recht des Besitzes bei den Römern (1880), Über die Couponsprocesse der österreichischen Eisenbaugesellschaften und über die internationalen Schuldverschreibungen (1881), System des heutigen Pandektenrechts (I 1886, II 1889), Über den Streit der historischen und der filosofischen Rechtsschule (1886), Recht muss Recht bleiben (1896) og det mod Sohm rettede Grundbegriffe des Rechts und Misgriffe der Gesetzgebung (1910). Bekkers festgave Ernst und Scherz über unsere Wissenschaft (1892) var svar på Jherings Scherz und Ernst in der Jurisprudenz; i Heidelberger Professoren aus dem 19. Jahrhundert, I (1903) leverede Bekker i afsnittet Vier Pandektisten fintforstående karakteristikker af Heise, Thibaut, Vangerow og Windscheid. Bekker, der sammen med Theodor Muther udgav "Jahrbuch des gemeinen deutschen Rechts" (I-VI, 1857-63), var medudgiver af "Zeitschrift der Savigny-Stiftung für Rechtsgeschichte", hvori han har skrevet en mængde fortrinlige afhandlinger; tilligemed Otto Fischer udgav han i en årrække Beiträge zur Erläuterung und Beurtheilung des Entwurfes eines bürgerlichen Gesetzbuches für das Deutsche Reich. Bekker er forfatter af den anonyme bog Die deutschen Hochschulen. Allerlei was da ist und was da sein sollte. Von einem deutschen Professor (1869).